# Den store kilebensvinge
Den store kilebensvinge er et benet udspring på kilebenet; der er en på hver side, der strækker sig fra siden af kilebenet og kurver opad, lateralt og bagud.